# Maximilian Scheib
Maximilian Cristian Scheib Kruger (Santiago, 24 juli 1995) is een Chileens motorcoureur.

## Carrière
Scheib begon zijn motorsportcarrière in diverse Chileense en Zuid-Amerikaanse kampioenschappen. In 2015 won hij het Argentijns kampioenschap Supersport. In 2016 maakte hij de overstap naar Europa, waarin hij op een BMW uitkwam in het Spaans kampioenschap superbike. Ook reed hij als wildcardcoureur twee races in de FIM Superstock 1000 Cup op een BMW. In de seizoensopener op het Motorland Aragón werd hij negende, voordat hij de seizoensfinale op het Circuito Permanente de Jerez wist te winnen. In 2017 reed hij een volledig seizoen in deze klasse op een Aprilia. Hij behaalde drie podiumfinishes op Donington Park, het Misano World Circuit Marco Simoncelli en het Autódromo Internacional do Algarve. Met 69 punten werd hij achtste in het kampioenschap. Tevens reed hij in een raceweekend van het Italiaans kampioenschap superbike op Misano als wildcardcoureur, maar wist hierin geen punten te scoren.
In 2018 bleef Scheib actief in de FIM Superstock 1000 Cup en won hij zijn eerste race op het Automotodrom Brno. Daarnaast behaalde hij podiumplaatsen op het TT-Circuit Assen, het Autodromo Enzo e Dino Ferrari, Donington Park en Misano, waardoor hij met 123 punten derde werd in de eindstand. Tevens maakte hij dat jaar zijn debuut in het wereldkampioenschap superbike op een MV Agusta tijdens de laatste twee raceweekenden als vervanger van de naar de MotoGP overgestapte Jordi Torres. Hij behaalde drie punten met een dertiende plaats in zijn debuutrace op het Circuito San Juan Villicum, waardoor hij op plaats 26 in het klassement eindigde.
In 2019 keerde Scheib terug naar het Spaans kampioenschap superbike, waarin hij op een Kawasaki kampioen werd. In 2020 maakte hij zijn debuut als fulltime coureur in het WK superbike op een Kawasaki. In zijn eerste raceweekend op het Phillip Island Grand Prix Circuit behaalde hij zijn beste racefinish met een zevende plaats, maar hij wist in de rest van het seizoen niet meer in de top 10 te finishen. Met 11 punten eindigde hij op plaats 21 in de eindstand.